# Bierbostel

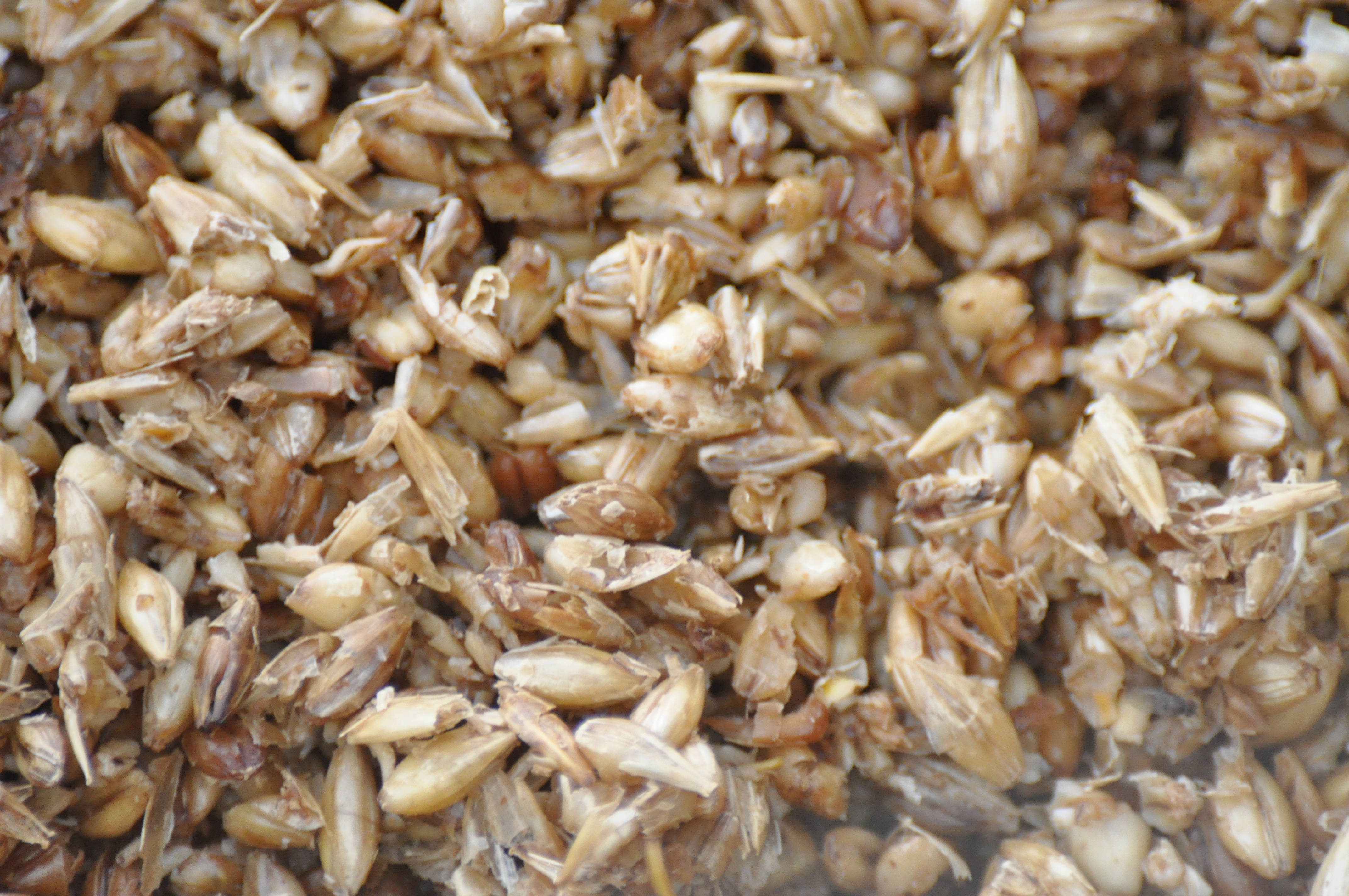
Bierbostel

Bierbostel of draf is een restproduct van de bierbrouwerij. Omdat het zeer eiwit- en energierijk is, wordt het voornamelijk gebruikt als veevoer en steeds meer in humane voeding.
In de brouwerij wordt na het maischen het wort gescheiden van de bostel. Doordat de bostel direct vanuit de filterinstallatie in de vrachtwagen belandt is de bostel daar nog zo'n 80°C.
Bierbostel wordt vooral gebruikt door melkveehouders die het eiwitgehalte in het voederrantsoen willen verhogen. Ook bevordert het de penswerking van de koe waardoor het voer beter verteerd kan worden.
Sommige bakkers maken bierbostelbrood; ze voegen bostel toe aan brooddeeg. Naast deze bakkers wordt bierbostel ook steeds populairder bij andere bedrijven.

## Opslag
Bierbostel kan nadat het voldoende is afgekoeld in een van de buitenlucht afgesloten kuil of bostelbak worden opgeslagen en bewaard.

## Samenstelling van bierbostel
In de onder staande tabel staat de samenstelling van bierbostel in grammen per kg droge stof
| Parameter                                | Waarde |
| ---------------------------------------- | ------ |
| DS (Drogestofgehalte)                    | ± 22%  |
| VEM (Voeder Eenheid Melk)                | 947    |
| VEVI (Voeder Eenheid Vleesvee Intensief) | 954    |
| FOS (Fermenteerbare Organische Stof)     | 328    |
| DVE (Darm Verteerbaar Eiwit)             | 159    |
| OEB (Onbestendig Eiwit Balans)           | 31     |
| RAS (Ruw as)                             | 42     |
| RE (ruw eiwitten)                        | 247    |
| RC (ruw celstof)                         | 178    |
| ZET (zetmeel)                            | 21     |
| SUI (suiker)                             | 5      |
| N (stikstof)                             | 39,2   |
| P (fosfor)                               | 6,3    |
| K (kalium)                               | 0,6    |
| STRU (structuurwaarde)                   | 1      |

## Humane voeding
Het hoge eiwit- en vezel gehalte van bierbostel maakt het ook zeer geschikt voor menselijke consumptie. Bierbostel kan gestabiliseerd en gemalen worden tot een poeder en verwerkt worden in verschillende (bakkerij) producten zoals brood, koekjes en graanrepen. De (gedeeltelijke) vervanging van tarwebloem zorgt voor een hoger eiwit- en vezel-gehalte en een lagere calorische waarde. MaGie Creations is een Nederlands bedrijf dat bierbostel verwerkt tot meel.